# Stonington-Insel
Die Stonington-Insel ist eine felsige Insel, die 1,5 km nordöstlich der Neny-Insel im östlichen Abschnitt der Marguerite Bay vor der Fallières-Küste des Grahamlands auf der Antarktischen Halbinsel liegt. Sie ist etwa 650 × 320 m groß und war bis in die 1970er-Jahre über eine Schneebrücke mit dem Northeast-Gletscher am Festland verbunden. An gleicher Stelle befindet sich jetzt die 400 Meter breite Sadler-Passage bis zur Abbruchkante des Gletschers.
Die Insel wurde als Standort für das östliche Basislager (East Base) der United States Antarctic Service Expedition (1939–1941) gewählt. Die East Base wurde im Norden der Insel errichtet und bot 26 Menschen Platz. 1941 wurde die Station wegen des Eintritts der USA in den Zweiten Weltkrieg aufgegeben. Am 24. Februar 1946 nahm Großbritannien im zentralen Teil der Insel die Station Stonington Island (Base E) mit zwei Gebäuden für 11 Personen in Betrieb, durchgehend bis zum 12. Februar 1950, danach noch zeitweilig 1958/59 und 1963–1966. Die beiden ehemaligen Forschungsstationen gehören heute zu den geschützten Historischen Stätten und Denkmälern in der Antarktis als HSM-55 und HSM-64.
Überdies zählt die Insel zu den Important Bird Areas in Antarktika (IBA Ant001). Sie ist Brutgebiet der Blauaugenscharbe, des Antarktikskua und der Antipodenseeschwalbe.
Benannt ist sie nach der Stadt Stonington im US-Bundesstaat Connecticut, Heimathafen der Sloop Hero, mit der Nathaniel Palmer am 17. November 1820 die Sichtung des antarktischen Kontinents gelang.